# Борис Чаталбашев
Борис Николов Чаталбашев е български шахматист, международен майстор от 1992 г. и гросмайстор от 1997 г. През април 2008 г. достига най-доброто си  150-то място в световната ранглиста с ЕЛО рейтинг 2605.
Чаталбашев е икономист по образование.
Той е трикратен шампион на България по шахмат през 1991, 1998 и 2007 г. Чаталбашев е най-младият републикански шампион. Участва на три шахматни олимпиади, където изиграва 18 партии (7 победи, 7 равенства и 4 загуби). 
През декември 2021 г. той спечели 20 000 лв. в предаването Стани богат. 

## Турнирни резултати
- Албена, България 1992 – 1 м.
- Павликени, България 1994 г. – 1 м.
- Стар Дойран, Република Македония 1996 г. – 1 м.
- Савин льо Темпл, 1996 г. – 1 м.
- Шамбери, Франция 1996 г. – 1 м.
- Париж, Франция 1997 г. – 1 м.
- Челе Лигуре, Италия 1998 г. – 1 м.
- Валоар, 1998 г. – 1 м.
- Кутро, Италия 1998 г. – 1 м. 2001 г. – 1-2 м.
- Сент Африк, Франция 1998 г. – 1 м.
- Барлета, Италия 1999 г. – 1 м.
- Салсомаджоре Терме, Италия 2000 г. – 1 м.
- Лион, Франция 2001 г. – 1 м.
- Джардини Наксос, Сицилия, Италия 2001 г. – 1 м.
- Вал Торанс, Франция 2001 г. – 1 м. 1996 г. – 1-4 м.
- Империя, Италия 2001 г. – 1 м.
- Балатонлеле, Унгария 2002 г. – 1 м. 2003 г. – 1 м.
- Генуа, Италия 2005 г. – 1-2 м.
- Риека, Хърватия 2007 г. – 1 м.
- Хейстингс, Англия 2008 г. – 3 м.

## Участия на шахматни олимпиади
| Година | Организатор | Отбор    | Класиране (отборно) | Дъска         |
| 1996   | Ереван      | България | 9                   | Втора резерва |
| 1998   | Елиста      | България | 17                  | Първа резерва |
| 2004   | Калвия      | България | 9                   | Първа резерва |

## Участия на европейски отборни първенства
| Година | Организатор | Отбор    | Класиране (отборно) | Дъска         |
| 2003   | Пловдив     | България | 19                  | Трета         |
| 2007   | Ираклион    | България | 7                   | Първа резерва |